# Tarista vittifera
Tarista vittifera là một loài bướm đêm trong họ Noctuidae.